# لواء زرد حاشیه‌دار
لواء زرد حاشیه‌دار، به مغولی لواء خوبوت‌شار (به مغولی: ᠬᠥᠪᠡᠭᠡᠲᠦ ᠰᠢᠷ᠎ᠠ ᠬᠣᠰᠢᠭᠤ، به لاتین: Köbegetü Sir-a qosiɣu، معادل سیریلیک: Хөвөөт Шар хошуу)، و یا به چینی لواء شیانگ‌خوانگ (به چینی: 镶黄旗، به پین‌یین: Xiānghuáng Qí) یک واحد تقسیماتی در جمهوری خلق چین است که در مغولستان داخلی، آیماق شیلین‌گول واقع شده‌است.
نام این واحد تقسیماتی، اشاره به رنگ و شمایل لواء/پرچم یکی از تیپ‌های هشتگانهٔ ارتش دودمان چینگ دارد.